# Балтиец (Лужский район)
Балтиец — посёлок в Толмачёвском городском поселении Лужского района Ленинградской области.

## История
По данным 1966 года в состав Толмачёвского сельсовета входил посёлок дома отдыха Балтиец.
По данным 1973 и 1990 годов в состав Толмачёвского сельсовета входил посёлок Балтиец.
В 1997 году в посёлке Балтиец Толмачёвской волости проживали 12 человек, в 2002 году — 6 человек (русские — 66 %).
В 2007 году в посёлке Балтиец Толмачёвского ГП проживали 2 человека>.

## География
Посёлок расположен в центральной части района к западу от автодороги Р23 «Псков» (E 95, Санкт-Петербург — граница с Белоруссией).
Расстояние до административного центра поселения — 12 км.
Расстояние до ближайшей железнодорожной станции Толмачёво — 10 км.
Посёлок находится на левом берегу реки Ящера.

## Демография
| 1997 | 2007 | 2010 | 2017 |
| ---- | ---- | ---- | ---- |
| 12   | ↘2   | →2   | ↗3   |

## Улицы
Сосновая, Центральная

## Садоводства
Балтиец.